# VK Příbram
VK Příbram – czeski klub siatkarski z miasta Przybram. Założony został w 1935 roku.
Od nazwy sponsora zespół przyjął nazwę VO Kocouři Vavex Przybram.

## Rozgrywki krajowe
| Sezon     | Rozgrywki | Miejsce     |
| --------- | --------- | ----------- |
| 2000/2001 | Extraliga | 7. miejsce  |
| 2001/2002 | Extraliga | 3. miejsce  |
| 2002/2003 | Extraliga | 5. miejsce  |
| 2003/2004 | Extraliga | 4. miejsce  |
| 2007/2008 | Extraliga | 10. miejsce |
| 2008/2009 | Extraliga | 6. miejsce  |
| 2009/2010 | Extraliga | 4. miejsce  |

## Rozgrywki międzynarodowe
| Sezon     | Rozgrywki  |
| --------- | ---------- |
| 2002/2003 | Puchar CEV |
| 2003/2004 | Puchar CEV |

## Medale, tytuły, trofea
- Mistrzostwa Czech:
  -  2002

## Kadra w sezonie 2009/2010
- Pierwszy trener:  Jan Svoboda
- Drugi trener:  Roman Ostříž

| Nr | Imię i nazwisko | Data ur. | Wzrost | Pozycja      |
| -- | --------------- | -------- | ------ | ------------ |
| 1  | Jirka Bence     | 1985     | 188    | libero       |
| 4  | Filip Křesťan   | 1987     | 197    | przyjmujący  |
| 5  | Petr Havrlík    | 1978     | 200    | środkowy     |
| 6  | Zdeněk Haník    | 1986     | 176    | rozgrywający |
| 7  | Michal Kriško   | 1988     | 198    | środkowy     |
| 8  | Roman Pekárek   |          | 194    | rozgrywający |
| 9  | Tomáš Hýský     | 1983     | 203    | przyjmujący  |
| 11 | Petr Čížek      | 1977     | 187    | przyjmujący  |
|    | Valerio Savio   |          | 196    | uniwersalny  |
|    | Matěj Prajzler  | 1990     | 200    | środkowy     |
|    | Petr Kott       |          | 192    | przyjmujący  |